# Amnesia (videojuego)
Thomas M. Disch's Amnesia es una aventura conversacional publicada en 1986 por Cognetics Corporation. Fue escrita por el autor de ciencia ficción Thomas M. Disch y programada por Kevin Bentley. Fue distribuida por Electronic Arts (EA) para DOS y Apple II. En 1987 se lanzó una versión para Commodore 64.

## Características
Además de ser una aventura conversacional, el juego innovó al ser un simulador de vida en Manhattan. El modelo de Disch abarcaba cada bloque y esquina al sur de la 110th Street. El juego incluía una copia impresa de las calles y subterráneos de Manhattan. Los jugadores se movían entre los lugares caminando, y debían llegar a sus destinos a la hora correcta para avanzar en la trama del juego. Las tiendas abrían y cerraban a las horas correctas, las luces se encendían y apagaban, y otros aspectos de Nueva York también se simulaban.

## Recepción
Una reseña en Computer Gaming World describió el juego como "demasiado parecido a una novela", dando como ejemplo la necesidad de contestar el teléfono en el cuarto del hotel. La reseña también observó que el personaje principal colapsaba luego de durar una cantidad demasiado corta de tiempo sin comer o dormir. otro escritor de la revista, sin embargo, llamó a Amnesia como "una historia brillante, astuta e intrigante", e indicó que "el texto es tan rico y la historia tan interesante que uno a duras penas nota que esta es probablemente pieza de ficción interactiva menos interactiva que jamás se ha hecho". Compute! Afirmó que la combinación entre la escritura de Disch y el software de Electronic Arts "hace de Amnesia una aventura conversacional que vale la pena explorar".